# Świniobicie

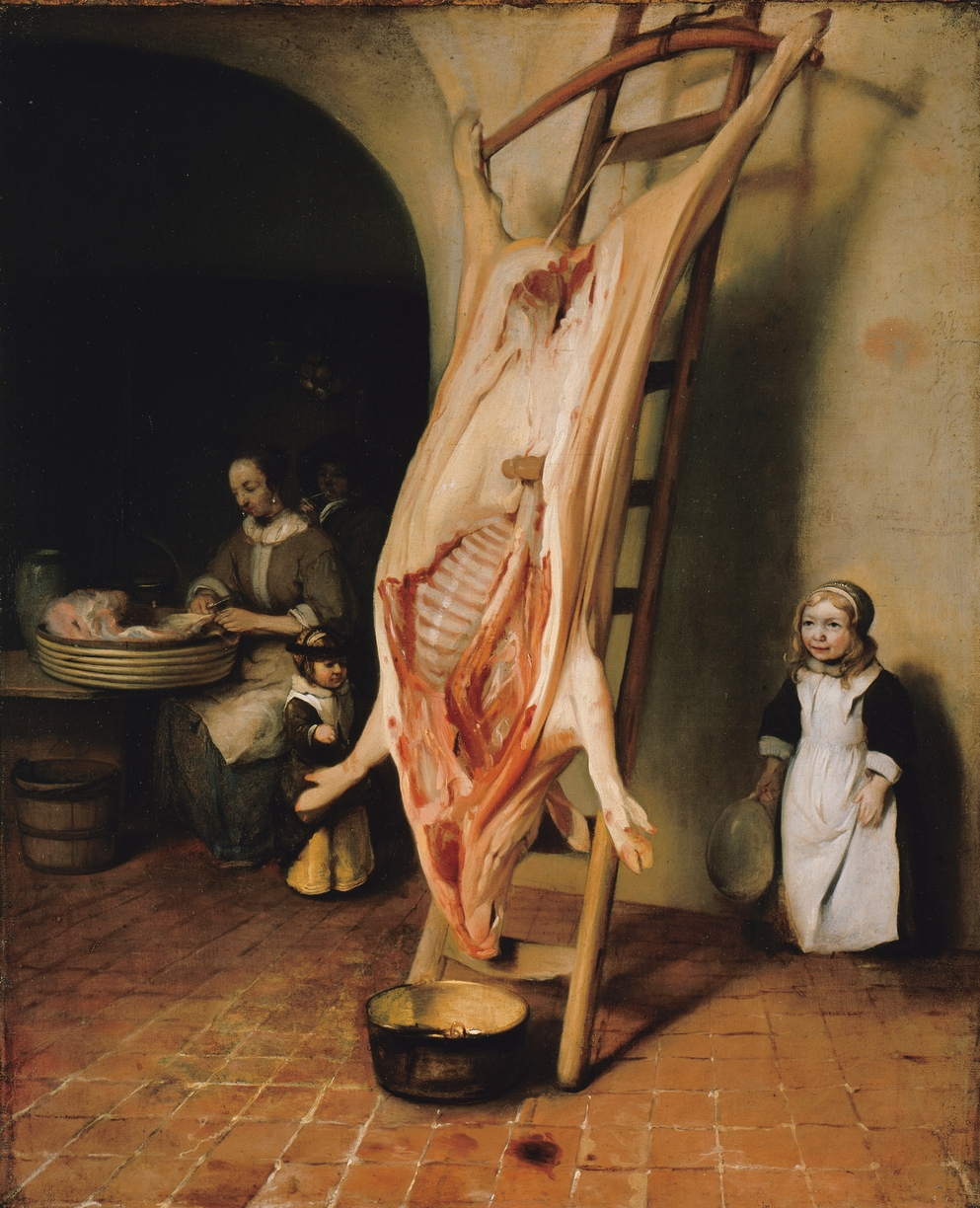
Świniobicie przedstawione na obrazie Barenta Fabritiusa z 1656 roku

1. głowa (ryj)
2. podgardle
3. karczek i schab
4. łopatka
5. mostek
6. żeberka
7. polędwica + (w tylnej części) biodrówka
8. polędwiczka
9. boczek
10. brzuszek
11. łopatka wieprzowa
12. szynka
13. golonka
14. noga
15. ogon

Świniobicie – proces związany z zabiciem świni i przygotowaniem mięsa z uboju w warunkach domowych. Świniobicie odbywało się 1–3 razy w roku, w prawie każdym gospodarstwie, w którym hodowano świnie.

## Proces
Zwierzę ogłusza się uderzeniem obuchem siekiery w głowę, następnie upuszcza krew, usuwa sierść, tradycyjnie robiono to poprzez opalenie w słomie, następnie czyszczono opaloną skórę przez polewanie gorącą wodą i szczotkowanie oraz usuwanie niedopalonej sierści tępym ostrzem. Do czyszczenia i rozbioru zwierzę układano na zdjętych z ościeży drzwiach lub przywiązywano do drabiny.
Po odcięciu głowy, przed przystąpieniem do dalszego rozbioru mięsa, wycinano kawałki podgardla, które gotowano do miękkości, a następnie porcjowano na drobne kawałki. Jeśli podgardle było zbyt tłuste, rzeźnik dodawał trochę innego mięsa, a gdy było już gotowe, zwoływano sąsiadów i rodzinę na zwyczajowy poczęstunek, często zakrapiany wódką. Przyrządzano także potrawę zwaną móżdżek po polsku, smażąc mózg świński z jajkiem. Po tym poczęstunku wracano do wykonywania wyrobów mięsnych z tak zwanej świeżynki: kaszanki, pasztetówki, salcesonu i kiełbasy.
Po świniobiciu następowało obdarowywanie mięsem, najczęściej bliskich sąsiadów i zaprzyjaźnionych z rodziną.

## Historia i sztuka
Tradycyjnie świnie zabijano w grudniu (łac. December necat suem). W powieści Władysława Reymonta Chłopi świniobicie opisano w tomie 3 „Wiosna”. Postrzyżyny autorstwa Bohumila Hrabala zawierają według Roberta Makłowicza poetycki opis świniobicia.